# 虹橋路駅
虹橋路駅（こうきょうろ-えき）は、中華人民共和国上海市長寧区にある、上海軌道交通（地下鉄）の駅。
3号線と4号線と10号線が乗り入れる。当駅から宝山路駅の区間は、3号線と4号線が線路を共有している。10号線のみ駅番号を導入しており、「L10/09」が付与されている。

## 歴史
- 2000年12月26日 - 3号線の駅として開業。
- 2003年6月2日 - 3号線北方面ホームで30才女性が飛び降り自殺を図った。生還はするものの足切断の重症を負った[1]。
- 2005年12月31日 - 4号線開通に伴い、3号線と4号線の共用駅となる[2]。
- 2010年4月10日 - 10号線開通。

## 駅構造
3・4号線は高架駅。2階がコンコース階、3階がホーム階である。プラットホームは相対式2面2線を有しており、大屋根で覆われている。可動式ホーム柵完備。ホーム上にエアコンといった空調設備が無く、暑い時期は扇風機のみ稼働させている。駅の南側で3号線と4号線の共用区間が終了するため、線路の分岐がある。
10号線は地下駅。地下1階がコンコース階、地下2階がホーム階である。プラットホームは島式1面2線を有しており、フルハイトタイプのホームドアを完備している。ホームは湾曲しており、ホーム東端の幅が27.5メートル、西端の幅が29.2メートルと異なる。
3・4号線のコンコース階（2階）と10号線のコンコース階は（地下1階）は乗り換え通路として、長いエスカレーターで結ばれている。

### のりば

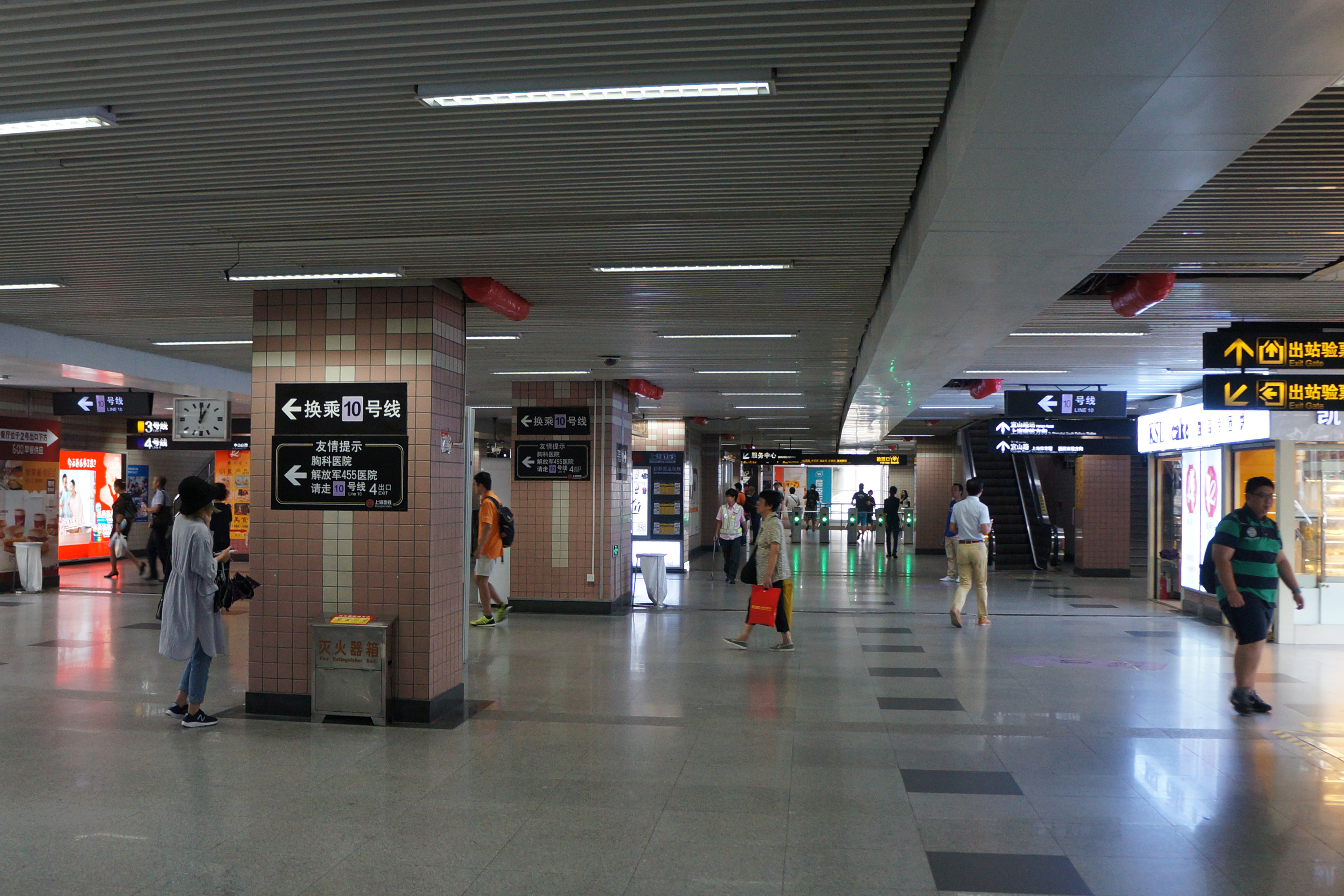
3・4号線コンコース
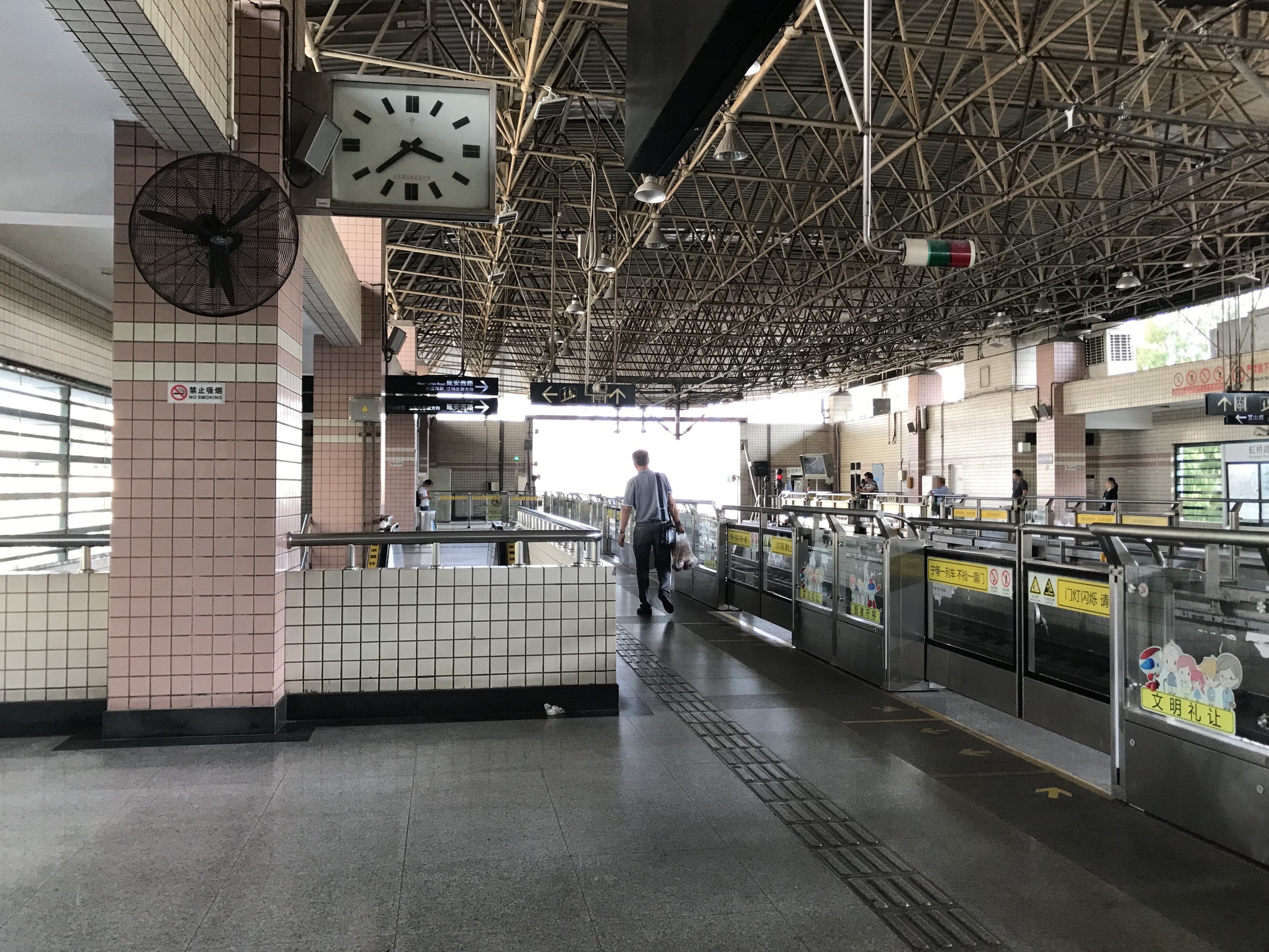
3・4号線ホーム
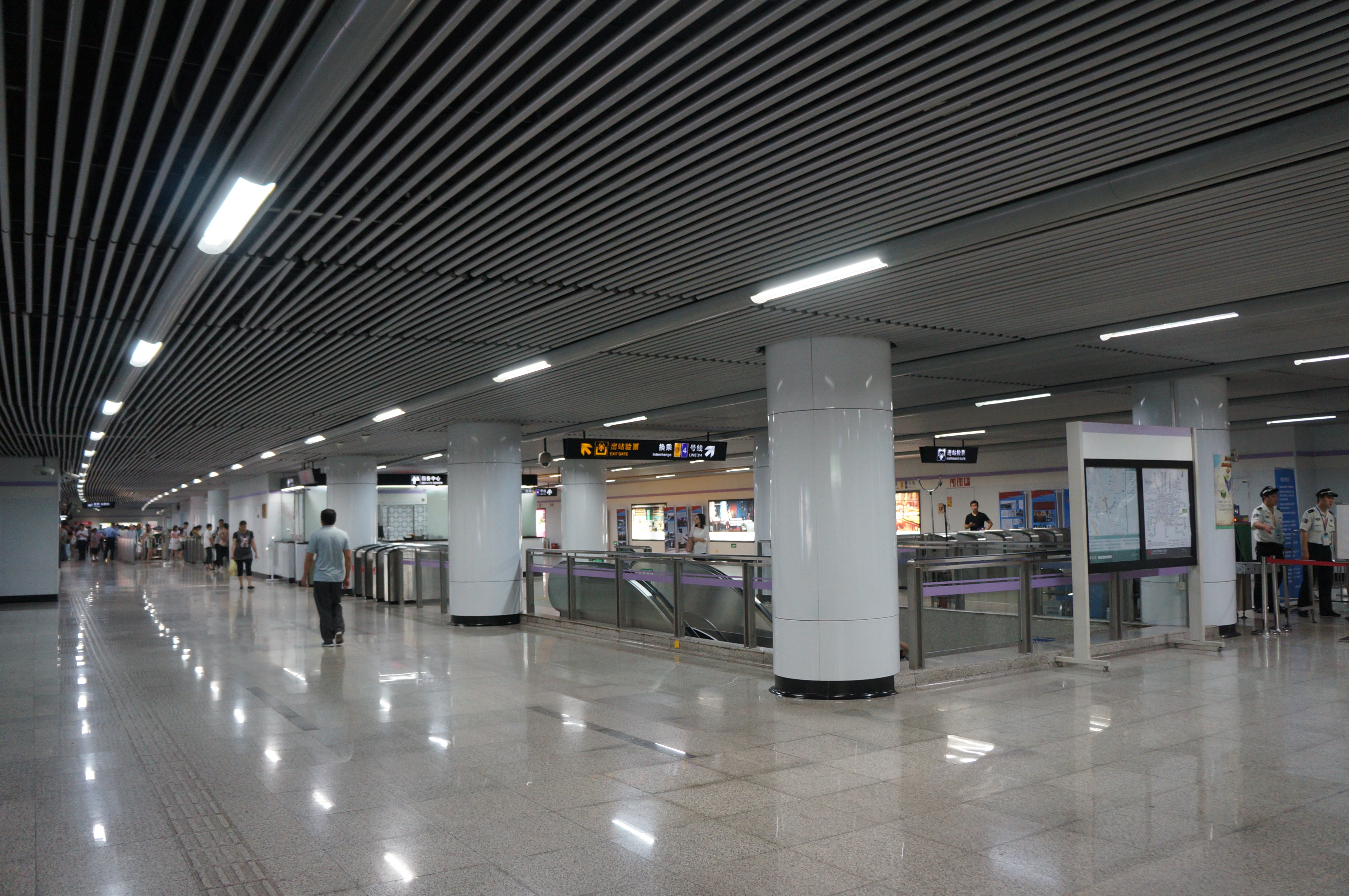
10号線コンコース
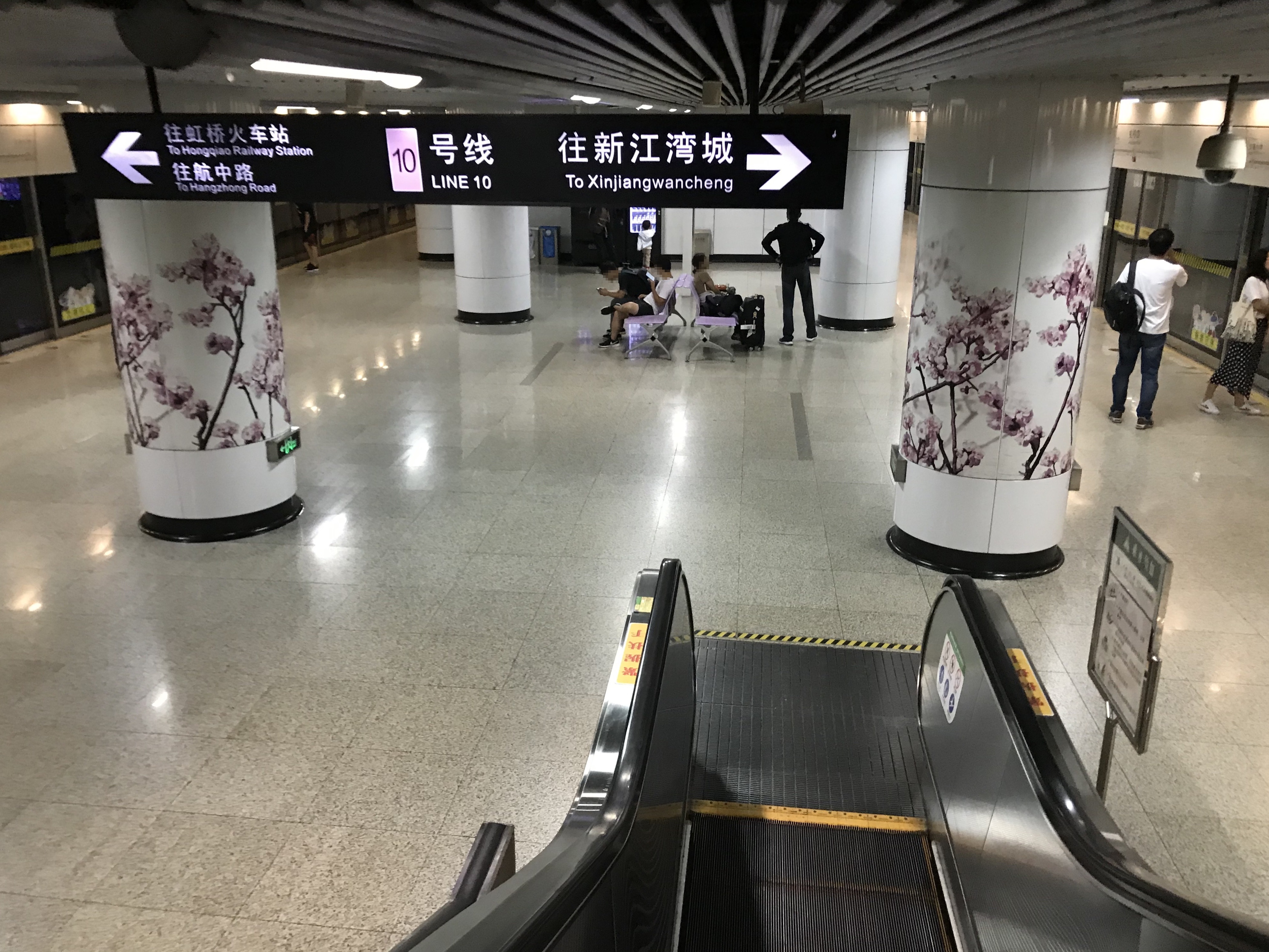
10号線ホーム

※案内上ののりば番号は設定されていない。
| 番線                    | 路線   | 行先                                                         | 備考 |
| ----------------------- | ------ | ------------------------------------------------------------ | ---- |
|                         |        |                                                              |      |
| 3・4号線ホーム（3階）   |        |                                                              |      |
| 南方面・外回り          | 3号線  | 宜山路・上海南方面                                           |      |
| 南方面・外回り          | 4号線  | 宜山路・上海体育館・大木橋路方面                             |      |
| 北方面・内回り          | 3号線  | 中山公園・上海火車駅・江楊北路方面                           |      |
| 北方面・内回り          | 4号線  | 中山公園・上海火車駅・世紀大道方面                           |      |
| 10号線ホーム（地下2階） |        |                                                              |      |
| 西方面                  | 10号線 | 虹橋空港（第1ターミナル・第2ターミナル）・虹橋駅・航中路方面 |      |
| 東方面                  | 10号線 | 陝西南路・南京東路・新江湾城方面                             |      |

- 3・4号線コンコース
- 3・4号線ホーム
- 10号線コンコース
- 10号線ホーム

## 駅周辺
- M TOWN（商業ビル）
- 中山万博国際中心
- 匯京国際広場
- 上海市人民検察院（中国語版）第一分院
- 上海泰棋教育服務有限公司
- 天虹芸術画廊
- 番禺緑地

## 路線バス
3・4号線駅舎の隣にバス停がある。
26、72、138、141、149、506、754、806、827、836、855、857

## 隣の駅
上海軌道交通
 3号線
宜山路駅 - 虹橋路駅 - 延安西路駅
 4号線
宜山路駅 - 虹橋路駅 - 延安西路駅
 10号線
交通大学駅 (L10/10) - 虹橋路駅 (L10/09) - 宋園路駅 (L10/08)